# Rudolf Olsen
Rudolf Fredrik Olsen, född 29 september 1882 i Hvitsten, död 26 januari 1951, var en norsk skeppsredare.
Rudolf Olsen var son till Fred. Olsen och Maren Sofie Hoelstad Enger (1860–1919) samt sonson till Petter Olsen. Thomas Olsen och Gösta Hammarlund var hans bröder. Han medägde och ledde familjerederiet Fred. Olsen & Co.. 
Rudolf Olsen utbildades i skeppsfart i Storbritannien, Frankrike och Belgien. Från 1914 arbetade han för faderns rederi, i vilket han tillsammans med kontorsjef Johan Ludvig Mowinkel Müller (1873–1940) blev partner 1916 och firmanamnet blev Fred. Olsen & Co.. Detta skedde fyra år innan den yngre brodern blev partner.

## Rederiet efter hans død
Rudolf dog 1951. Hans bror forsökte att driva det vidare, men måste dra sig tillbaka av hälsoskäl. Från ett äktenskap med  Helene Feyer Andvord (1894–1973 hade Rudolf ett barn, dottern Sofie Helene Wigert (1913–1982). Då Rudolf dog 1951, fanns en klausul i firmareglementet om att kvinnor inte hade arvsrätt. Detta innebar att rederiet 1955 övertogs av Thomas Olsens son Fred. Olsen (1929). Rudolf Olsens dotter ärvde betydande egendom efter sin far och grundade det egna rederiet Olsen Daughter A/S 1955.